# Talpicida
Un talpicida è un prodotto usato per uccidere le talpe. I talpicidi appartengono alla categoria dei prodotti fitosanitari. 
I prodotti attualmente usati sono:
- Bromadiolone: è un anticoagulante, utilizzato anche come rodenticida; viene usato per la preparazione di esche, che vengono posizionate nelle gallerie scavate dalle talpe.
- Fosfuri: si usano il fosfuro di alluminio, fosfuro di magnesio, fosfuro di zinco e fosfuro di calcio, che possono essere utilizzati sotto forma di prodotti pronti all'uso (tavolette)[2] che vengono posizionati nelle gallerie; al contatto con l’umidità  del terreno viene prodotta fosfina, un gas tossico.

In passato veniva utilizzata la stricnina, con cui si preparavano esche avvelenate; questo prodotto è stato vietato dall’Unione europea nel 2006.